# Имплицитни и експлицитни атеизам
Имплицитни и експлицитни атеизам су називи за подврсте атеизма које је користио публициста Џорџ Х. Смит.
Имплицитни атеизам је дефинисан као одсуство теистичког веровања без његовог свесног одбацивања, па су тако сви који нису размишљали о постојању божанстава de facto атеисти. У ову категорију спадају и све особе које никад нису дошле у додир с појмом божанства и особе које нису у стању разумети појам божанства (деца, душевни болесници, неки облици менталне ретардације).
Експлицитни атеизам се пак дефинише као одсуство теистичког веровања кроз његово свесно одбацивање, у шта спадају веровања свих оних који су размишљали о постојању божанстава и свесно одлучили да она не постоје. Смит под експлицитним атеизмом подразумева и антитеизам.

## Имплицитни атеизам
Смит дефинише „имплицитни атеизам“ као „недостатак теистичког веровања без свесног одбацивања“. „Недостатак теистичког веровања“ обухвата све форме неверовања у божанства. Ово би обухватило одрасле особе које никад нису чуле за концепт божанстава или особе које нису детаљније проширили своје схватање теме. Ово би обухватило и агностике који кажу да не верују у било каква божанства (чак и ако наводе да нису атеисти). Обухваћају се и деца, мада се, зависно од аутора, могу обухватити и новорођенчад. Барон Холбах је већ 1772. рекао да су „Све бебе рођене као атеисти. Немају (пред)знаје о Богу.“ Смит не говори о новорођенчадима, мада наводи да би овај појам обухватио неку децу која немају знања о божанствима:
„Човек који није упућен у религију је атеиста јер не верује у Бога. Ова категорија би укључивала децу која имају ментални капацитет да разумеју све проблеме, али су и даље несвесна тих проблема. Чињеница да овакво дете не верује у Бога га чини атеистом.“
Ернест Нагел противречи Смитовој дефиницији атеизма као „недостатка теизма“, те говори да експлицитни атеизам има право да носи ознаку атеизма:
Под појмом „атеизам“ ћу подразумевати критику и одбацивање већих тврдњи свих варијација теизма... атеизам се не треба односити на сам чин неверовања... Стога, дете које није никада чуло религијска упутства о Богу или божанствима, није атеиста јер не одбацује било које теистичке тврдње. Исто тако важи и за одраслог човека, који се повукао са већ постојеће очеве вере или једноставно приказује равнодушност према теми, такође није атеиста јер не покушава критиковати теизам нити износити било каква властита мишљења.

## Експлицитни атеизам
Смит говори да су поједине мотивације за експлицитни атеизам рационалне, док друге нису. Наводи следеће за рационалне:
Најчешћа варијација атеизма је експлицитни атеизам филозофске природе. Овај поглед сматра да је вера у бога ирационална и да је треба одбацити. Пошто се ова врста атеизма заснива на критици теистичких веровања, њен најбољи опис би био критични атеизам.
За Смита је експлицитни атеизам подељен у 3 групе:
1. Став кога је најлакше описати као „Не верујем у постојање бога или натприродног бића“;
2. Став кога је најлакше описати као „Бог не постоји“ или „постојање бога је немогуће“;
3. Став који „одбија расправљати о постојању бога“ јер је „сам концепт бога неинтелигентан“.

Иако Нагел одбија описати оно што Смит описује као „имплицитан атеизам“ као врсту атеизма, оба аутора се слажу око класификације 3 врсте експлицитног атеизма, с напоменом да Нагел не користи термин „експлицитан“.